# Franz Nieberl

Franz Nieberl, ca. 1925

Franz Nieberl (geboren am 25. Februar 1875 in Würzburg; gestorben am 18. August 1968 in Kufstein) war ein deutscher Kletterer, Bergsteiger und Autor von Kletterbüchern. Da viele seine Erstbegehungen im Kaisergebirge liegen und er zahlreiche Veröffentlichungen und Bücher über den Wilden Kaiser geschrieben hat, wurde Nieberl als der „Kaiserpapst“ bezeichnet.

## Leben
Nieberl wurde als Sohn eines königlich-bayerischen Beamten in Würzburg geboren. Bereits im Kleinkindalter zog die Familie nach München um. Dort und in Augsburg besuchte er die Schule. Nach dem Abitur studierte er einige Semester Forstwirtschaft in Aschaffenburg und absolvierte anschließend am Münchner Polytechnikum eine Ausbildung zum Zöllner. Nach dem Staatsexamen erhielt er 1905 eine Anstellung im Zollamt in Kufstein. Dies entsprach seinem Wunsch dem Gebirge nah zu sein, obwohl Kufstein nicht seine erste Wahl war; er hatte sich für Salzburg beworben, war aber Kufstein zugeteilt worden. Seine Liebe galt den Bergen und insbesondere dem Wilden Kaiser, er war so oft wie möglich in diesem unterwegs.
Er war im Ersten Weltkrieg als Offizier in Flandern eingesetzt, auch im Zweiten Weltkrieg war er als Hauptmann an der Westfront. Nieberl war auch passionierter Jäger.
Eine Reihe von Büchern und Schriften wurden von Nieberl verfasst. Sein 1909 veröffentlichtes Werk Das Klettern im Fels war eines der ersten Lehrbücher über das Klettern. Es beschreibt nicht nur Kletterrouten, sondern auch Eignung, Voraussetzungen, Absicherungen und Ähnliches. Das Werk galt jahrzehntelang als Standardwerk des Felskletterns und enthielt – damals ein Novum – auch verschiedene Zeichnungen von Carl Moos. Das Buch war deshalb so beliebt, weil es viele Informationen enthielt, aber trotzdem leicht zu lesen war, klar verständlich und humorvoll war. Nieberl veröffentlichte viele Artikel in den Mitteilungen des Alpenvereins und in der Österreichischen Alpenzeitung. Alleine in der Österreichischen Alpenzeitung verfasste er 36 Artikel. Er hielt zahlreiche Vorträge über seine Begehungen, über Berge und Klettern im Allgemeinen. Er wurde als Meister der fotolosen Vortragskunst beschrieben.
Nieberl wurde 1948 zum Ehrenmitglied der Sektion Kufstein des Österreichischen Alpenvereins ernannt, deren langjähriger Vorstand er gewesen war. Er war auch langjähriges Mitglied der Sektion Bayerland des Deutschen Alpenvereins und im Österreichischen Alpenklub. Seit der Gründung des Alpinen Rettungsdienstes beteiligte er sich an vielen Bergrettungen im Kaisergebirge. Er war daher unter den ersten, die mit dem Grünen Kreuz, dem Ehrenzeichen für Rettung aus Bergnot, ausgezeichnet wurden. Nieberl lebte den größten Teil seines Lebens in Kufstein. Er war ab 1930 verheiratet mit Erna (geborene Theumer; 1906–1995) und hatte vier Kinder. Er starb 1968 in Kufstein.

## Alpinistische Karriere
Schon sehr früh entstand Nieberls Liebe zu den Bergen: im Alter von neun Jahren bestieg er mit seinem Vater den Herzogstand in den Bayerischen Voralpen. Über diese Besteigung soll er später gesagt haben: „Reineres und ungeteilt echtes Gipfelglück habe ich niemals mehr genossen!“ Als junger Mann lernte er die Natur auf ausgedehnten Wanderungen kennen und lieben. Intensiv mit dem Klettern begann er erst, als er sich in Kufstein niederließ.
Nieberl zählte zu den besten Kletterern seiner Zeit, er war besonders viel im Wilden Kaiser unterwegs. Hier glückten ihm viele Erstbegehungen und Wiederholungen schwerster Routen. Seine Kletterpartner waren sein Kollege im Zollamt Josef Ostler und der Kufsteiner Juwelier Josef Klammer. In seinen jungen Jahren war er auch oft mit Hans Dülfer unterwegs, der wie er den Wilden Kaiser liebte. Mit Dülfer zusammen gelang ihm im Jahr 1913 die Erstbegehung der Nordwand der Kleinen Halt. Auch in der Ostwand der Gamsfluchten und in der Totenkirchl-Südwand gelangen ihm für die damalige Zeit spektakuläre Erstbesteigungen. Besonders hervorzuheben ist die Erstbesteigung der später „Nieberlkamin“ genannten Route am Totenkirchl, die er am 28. Oktober 1906 im Alleingang bewältigte. Aufgrund dieser Erfolge und der Tatsache, dass er sich im Kaisergebirge wie kein Zweiter auskannte und dies auch in seinen Vorträgen und Schriften unter Beweis stellte, wurde er in der Bergsteigergilde bald „Kaiserpapst“ genannt. Er war auch zeitlebens viel im Wilden Kaiser unterwegs, noch als knapp 80-Jähriger stand er zum 92. Mal auf dem Gipfel des Totenkirchls zusammen mit seiner Frau Erna und als 78-Jähriger zum 120. Mal auf dem Gipfel des Scheffauers. Das Totenkirchl war sein Lieblingsberg gewesen.
Obwohl für Nieberl das Kaisergebirge wichtig war, hatte er die meisten Berge und Wände der Ostalpen und viele in den Westalpen bestiegen. Auch die korsischen, mazedonischen und die serbischen Berge waren ihm vertraut, genauso wie die Pyrenäen. Auch in den Dolomiten war Nieberl viel unterwegs und meisterte die schwersten Touren seiner Zeit. So gelang ihm die fünfte Begehung der Marmolata-Südwand, dies bezeichnete er als sein alpines Gesellenstück, sowie die zweite Begehung der Crozzon-Nordkante. Insgesamt hat Nieberl in seinem Leben 59 Viertausender bestiegen und stand auf ca. 3000 Gipfeln. Elf Gipfel bestieg er in einer zweitägigen Überschreitung des Monte-Rosa-Stockes. Den Mont Blanc bestieg er drei Mal.

## Erstbegehungen
Franz Nieberl gelangen viele Erstbegehungen, eine Auswahl davon ist:
- die Südwand am Musterstein (Wettersteingebirge), heute Nieberlweg, 5. Juli 1906
- das Petersköpfl von Norden im Wilden Kaiser, 6. April 1906
- Nieberlkamin am Totenkirchl, 28. Oktober 1906
- Hintere Goinger Halt von Osten, 1907
- der Abstieg ins Ödkarl am Hochglück (Karwendel), 1907
- die Nordwand des Östlichen Hackenkopfes, Straßwalchschlucht, an den Hackenköpfen, 13. Oktober 1907
- die Ostwand „Neue Route“ an der Vorderen Gamsflucht, 28. Juni 1908
- die Nordwand des Östlichen Hackenkopfes, heute Nieberlweg, an den Hackenköpfen, 21. Juni 1909
- die Pyramidenspitze von Norden über den Karkopfgrat, 8. September 1909
- die Totenkirchl-Südwand, heute Klammerführe, 1909
- die Klammervariante am Totenkirchl, 1909
- die Pyramidenspitze aus dem Scheiblingsteinkar, 8. Oktober 1910
- die Nordwand, heute Nordwestwand und Nieberl-Schlucht an der Rofanspitze (Hauptgipfel), 2. September 1911
- die Ostwand an der Haidachstellwand (Rofangebirge), 1912
- die Nordwand an der Kleinen Halt, 13. September 1913
- den Birkenkofel (Croda dei Baranci, Haunoldgruppe) von Nordosten, 1915
- den Nordgrad des Südlichen Bullkopf (Cima Bulla Sud, Haunoldgruppe) am 10. September 1915

## Werke und Schriften

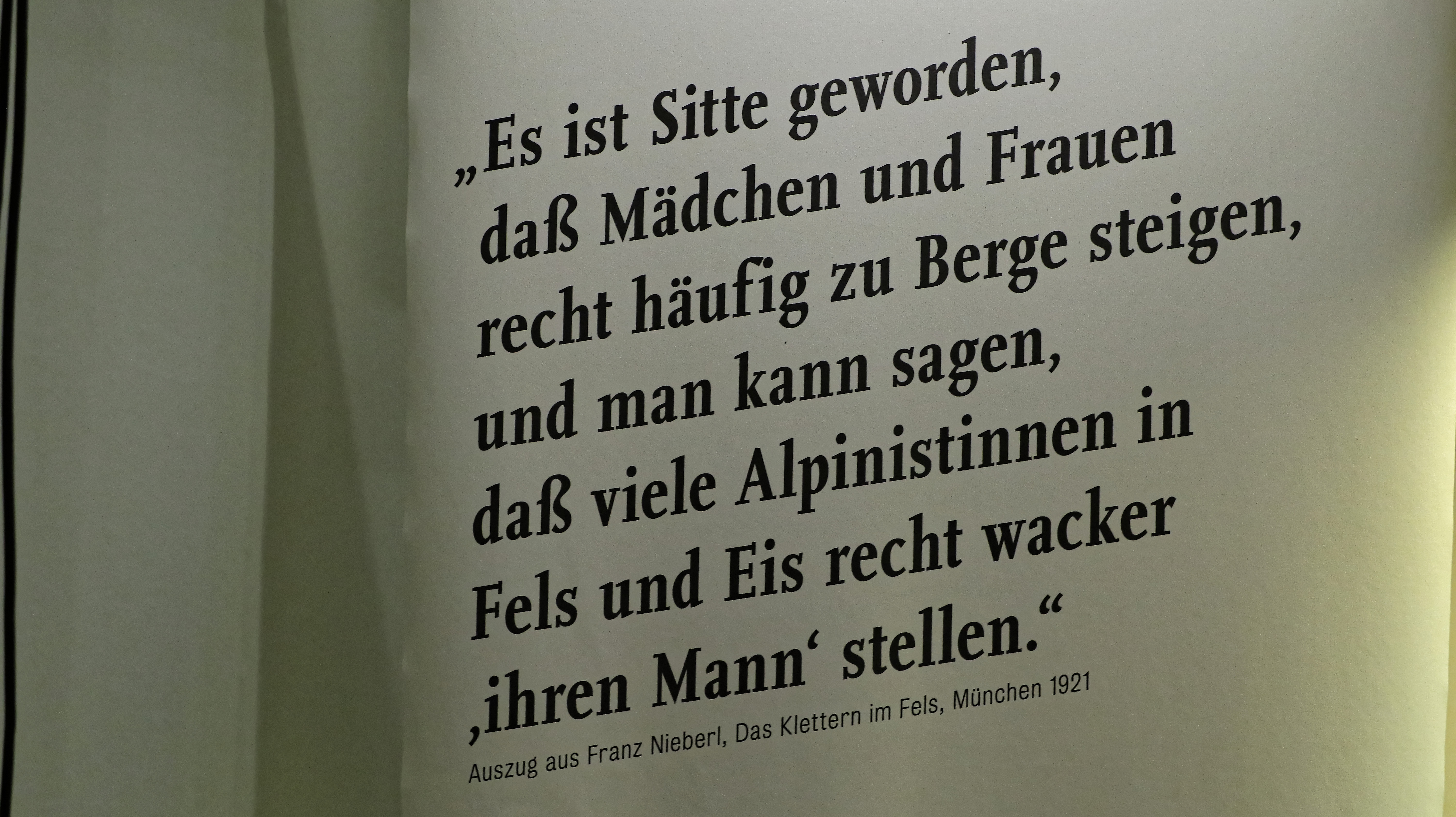
Zitat zu Frauen in den Alpen

Nieberl hat zu vielen Themen seiner Zeit Stellung genommen in vielen Veröffentlichungen und er hat mehrere Bücher herausgegeben:
- Das Klettern im Fels erschienen im Bergverlag Rother, München. Die erste Auflage erschien 1909, bereits 1922 war die 4. Auflage erreicht. Das Werk gilt als das erste Lehrbuch des Felskletterns. Es enthielt zur Illustration auch Zeichnungen von Carl Moos.
- Das Gehen auf Eis und Schnee. Mit Zeichnungen von Prof. Zellner, Bergverlag Rudolf Rother, München, 1927
- Das Totenkirchl, Bergverlag Rudolf Rother, München, 1923
- Die Erschließung des Kaisergebirges – Aus den Hüttenbüchern von Hinterbärenbad, Edition Lippott, 1908
- Erlebtes und Erdachtes, Bergverlag Rudolf Rother, 1924
- Kaisergebirge – Alpenvereinsführer. Ein Taschenbuch in Einzelbänden für Hochalpenwanderer, Bergsteiger und Kletterer zu den Gebirgsgruppen der Ostalpen, Bergverlag Rudolf Rother, 1960 (gemeinsam mit Georg Leuchs)
- 50 Jahre Alpenvereinssektion Kufstein 1877 – 1925, Innsbruck, Wagner, 1927 (bibliothek.alpenverein.de)

Nieberl war auch stark in den Mauerhakenstreit involviert, der 1911/12 durch die Thesen von Paul Preuß angestoßen worden war. In diesem Zusammenhang veröffentlichte Nieberl mehrere Schriften in den Mitteilungen des Deutschen und Österreichischen Alpenvereins und in den Mitteilungen der Deutschen Alpenzeitung, wie z. B.:
- Franz Nieberl: Künstliche Hilfsmittel auf Hochturen. Von Franz Nieberl in Kufstein. In: Mitteilungen des Deutschen und Österreichischen Alpenvereins, Jg. 37, 1911, Nr. 22, S. 265–268 (literature.at)

## Auszeichnungen
- 1923: Grünes Kreuz (No 16) für die Rettung aus Bergnot
- 1965: Ehrenzeichen der Stadt Kufstein